# (466780) 2015 AV260
(466780) 2015 AV260 es un asteroide perteneciente al cinturón de asteroides, descubierto el 29 de marzo de 2011 por el equipo Spacewatch desde el Observatorio Nacional de Kitt Peak (Arizona, Estados Unidos).